# 자라
자라(학명: Pelodiscus maackii 펠로디스쿠스 마악키이[*])는 자라과 자라속에 속하는 거북의 일종이다.  러시아 극동, 중국 둥베이, 한반도에 분포한다. 발가락 사이에 물갈퀴가 있다.

## 서식
습지 / 물가

## 같이 보기
- 거북
- 달팽이
- 푸른바다거북
- 중국자라(생태 교란종)
- 별주부